# Empalme (gastronomía)

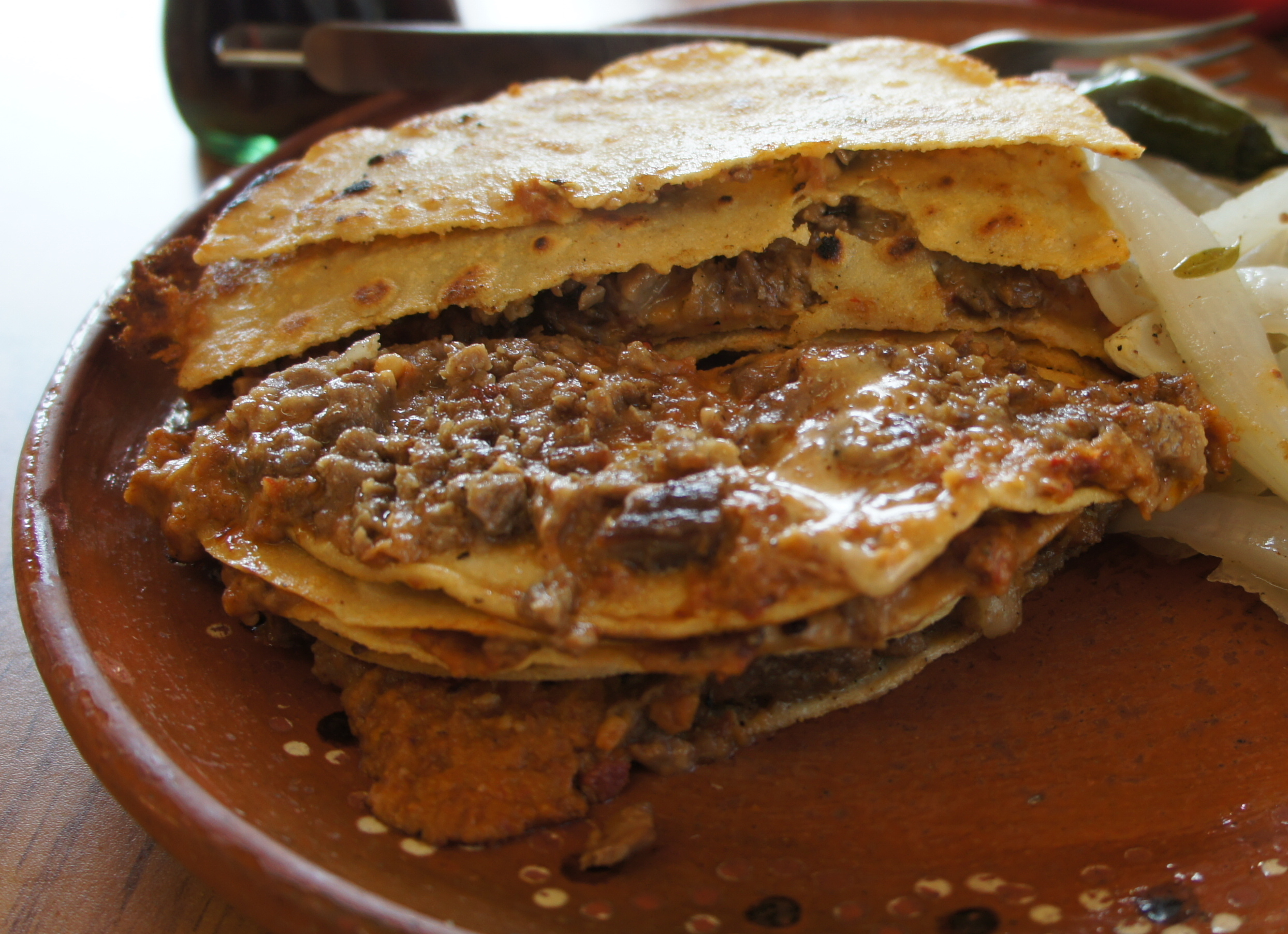
Empalmes

El empalme es un platillo típico del “Valle de las Salinas” el cual abarca los municipios de General Zuazua, Marín, Ciénega de Flores, Salinas Victoria, Higueras y Apodaca en el estado Nuevo León, el lugar de origen de los empalmes, fue en el municipio de  General Zuazua
Un empalme son dos tortillas con frijoles y salsa. Se le llama así ya que al prepararlo, se pone primero una tortilla (a la cual se le unta manteca de puerco por ambos lados), encima de ella frijoles refritos y salsa y después otra tortilla arriba de los frijoles (también untada con manteca de puerco).
La salsa del empalme tiene un sabor peculiar y se prepara con orégano, chile y tomate.